# Ново Село (Кукеш)
Ново Село (алб. Novosej) је насељено место у општини Кукеш у округу Кукеш, Албанија. Према попису из 2001. године било је 1.543 становника.
Српски лингвиста Радивоје Младеновић, 2001. године наводи да је Ново Село било горанско насеље, чије се становништво у 20. веку иселило, тако да у њему углавном живе Албанци.